# Valeria Straneo
Valeria Straneo (ur. 5 kwietnia 1976 w Alessandrii) – włoska lekkoatletka, biegaczka długodystansowa.

## Życiorys
Matka dwojga dzieci - Leonarda (ur. 2006) i Arianny (ur. 2007). Zmaga się z dolegliwościami z powodu dziedzicznej sferocytozy. W 2012 przeszła zabieg usunięcia śledziony. Rok później została wicemistrzynią świata w maratonie.
Na koniec 2013 zajęła trzecie miejsce w plebiscycie na europejską lekkoatletkę roku organizowanym przez European Athletics.
W 2014 zdobyła wicemistrzostwo Europy z Zurychu. Złota medalistka mistrzostw Włoch.

## Osiągnięcia
| Rok  | Impreza                                   | Miejsce        | Konkurencja              | Lokata      | Wynik    |
| ---- | ----------------------------------------- | -------------- | ------------------------ | ----------- | -------- |
| 2011 | Mistrzostwa Europy w biegach przełajowych | Velenje        | bieg seniorek (ok. 8 km) | 10. miejsce | 26:42    |
| 2012 | Puchar Europy w biegu na 10 000 metrów    | Bilbao         | bieg na 10 000 m         | 6. miejsce  | 32:15,87 |
| 2012 | Puchar Europy w biegu na 10 000 metrów    | Bilbao         | kobiety drużynowo        | 2. miejsce  |          |
| 2012 | Igrzyska olimpijskie                      | Londyn         | bieg maratoński          | 8. miejsce  | 2:25:27  |
| 2013 | Igrzyska śródziemnomorskie                | Mersin         | półmaraton               | 1. miejsce  | 1:11:00  |
| 2013 | Mistrzostwa świata                        | Moskwa         | bieg maratoński          | 2. miejsce  | 2:25:58  |
| 2014 | Mistrzostwa świata w półmaratonie         | Kopenhaga      | półmaraton               | 8. miejsce  | 68:55    |
| 2014 | Mistrzostwa Europy                        | Zurych         | bieg maratoński          | 2. miejsce  | 2:25:27  |
| 2016 | Igrzyska olimpijskie                      | Rio de Janeiro | bieg maratoński          | 13. miejsce | 2:29:44  |
| 2020 | Mistrzostwa świata w półmaratonie         | Gdynia         | półmaraton               | 40. miejsce | 1:11:39  |
| 2020 | Mistrzostwa świata w półmaratonie         | Gdynia         | półmaraton (drużynowo)   | 11. miejsce |          |

## Rekordy życiowe
- Bieg maratoński – 2:23:44 (2012) rekord Włoch